# Butch Carter
Clarence Eugene Carter jr., detto Butch (Springfield, 11 giugno 1958), è un ex cestista e allenatore di pallacanestro statunitense, professionista nella NBA..
È il fratello del giocatore della NFL Cris Carter.

## Carriera
È stato selezionato dai Los Angeles Lakers al secondo giro del Draft NBA 1980 (37ª scelta assoluta).

## Palmarès

### Giocatore
- Campione NIT (1979)